# Lowedges
Lowedges è il terzo album in studio del musicista Richard Hawley. È stato pubblicato nel Regno Unito nel febbraio 2003 da Setanta Records. Prende il nome da un distretto di Sheffield, la città natale di Hawley.
L'album ha ricevuto recensioni molto favorevoli dalla maggior parte dei critici. Drowned in Sound ha chiamato l'album "sublime" e ha detto "questo album è lassù con Scott Walkers, Dylans e qualsiasi altra canzone a tarda notte degli ultimi cinquant'anni. Solamente, si tratta di canzoni; undici racconti d'amore puri e sofisticati e lamenti."

## Tracce
1. Run for Me – 4:07
2. Darlin' – 3:33
3. Oh My Love – 3:46
4. The Only Road – 5:42
5. On the Ledge – 3:20
6. You Don't Miss Your Water (Till Your River Runs Dry) – 4:56 (William Bell, Richard Hawley)
7. The Motorcycle Song – 2:57
8. It's Over Love – 2:46
9. I'm on Nights – 3:25
10. Danny – 3:50
11. The Nights Are Made for Us – 2:42